# Millenarismo
Il millenarismo è la credenza - da parte di gruppi o movimenti religiosi, sociali o politici – nell'arrivo di una radicale trasformazione della società e del mondo presente, grazie alla quale "ogni cosa sarà trasformata". Il termine deriva dal latino mīllēnārius, cioè "che contiene il numero di mille", perché normalmente si crede che l'atteso periodo di pace e rinnovamento del mondo sia destinato a durare un tempo delimitato, normalmente per un'estensione di "mille anni".
Questi movimenti, che credono in un radicale cambiamento della società dopo un grande cataclisma o un evento trasformativo, emergono in varie culture e religioni (con diverse interpretazioni su che cosa costituisca la trasformazione attesa) e possono anche essere svincolati da un particolare credo religioso o persino adottare una visione del mondo del tutto secolarizzata (in questo senso anche il marxismo è stato considerato una forma di millenarismo laico).
Nell'ambito specifico del cristianesimo, il millenarismo (o chiliasmo, dal greco antico χίλιοι?, chílioi, "mille") è la credenza apocalittica – peraltro già presente in alcune correnti del giudaismo – che debba realizzarsi una "nuova" alleanza tra Dio e gli uomini, alleanza che si concretizzerebbe in un reale rinnovamento di questo mondo per un certo tempo limitato (solitamente di "mille anni"), prima del compimento escatologico e della fine di questo mondo.

## Terminologia
Il termine millenarismo deriva dal numero "mille" perché, nelle versioni più diffuse, questa credenza prevede l'inaugurazione e lo svolgimento di un periodo di tempo ben delimitato (mille anni, appunto), in cui il mondo "materiale" conoscerà una situazione di pace e prosperità, dopo di che avverranno la fine del mondo e il giudizio universale.
Nello studio dei nuovi movimenti religiosi apocalittici, sempre più frequentemente il termine "millenarismo" è utilizzato per riferirsi all'attesa di un periodo utopico e alla previsione di un cataclisma distruttivo che vi porrà fine, mentre un termine analogo, ma non del tutto sovrapponibile, "millennialismo" è spesso utilizzato in riferimento a una serie di cambiamenti più graduali e meno traumatici. Il "millennialismo" sarebbe dunque un tipo particolare di millenarismo cristiano e farebbe parte del più ampio contesto delle attese apocalittiche e dell'escatologia cristiana. Una dottrina fondamentale in alcune varianti di tale escatologia è la convinzione che la seconda venuta di Gesù Cristo sia molto vicina e che la sua parusia inaugurerà l'istituzione del Regno di Dio su questa terra. Secondo un'interpretazione del contenuto dell'Apocalisse di Giovanni, questo Regno di Dio sulla Terra durerà appunto mille anni (un millennio) o poco più.

## Teologia cristiana
L'applicazione di una scala del tempo apocalittica alla storia è avvenuta in molte culture e religioni, continua fino all'epoca contemporanea e non è relegata né alle religioni mainstream né alle sette.
In ambito cristiano si possono individuare un millenarismo "antico", tipico del cristianesimo primitivo, e – dopo parecchi secoli in cui il millenarismo è ricomparso talvolta come un fenomeno "carsico" – un millenarismo più recente, tipico soprattutto delle chiese cristiane nate dal risveglio evangelico:
- Il millenarismo antico prevedeva che il regno di Cristo in gloria si verificasse fra una prima risurrezione, che sarebbe solo dei giusti, e una seconda, riservata ai dannati. A questa seguirebbe dunque il giudizio universale con l'assegnazione delle pene e dei godimenti eterni.
- I millenarismi più recenti vengono a loro volta distinti in premillenarismo e postmillenarismo a seconda del momento in cui viene collocata la nuova venuta di Cristo (parusia). I premillenaristi attendono tale venuta prima del millennio (parusia intermedia), che potrà instaurarsi solo grazie a tale nuovo avvento. Per i postmillenaristi, la parusia avrà carattere escatologico e si porrà al termine del periodo di mille anni.[9][10]

Un'altra questione dibattuta si è avuta anche circa la natura del godimento nello stato millenaristico:
- Il "millenarismo carnale", più vicino alla tradizione giudaica, prevede che il mondo duri sei "giorni" (hexaemeron),[11] ognuno di mille anni (più un settimo giorno della "settimana cosmica", anch'esso di mille anni), sulla base di una particolare interpretazione del primo capitolo della Genesi;[12][13][14] il settimo e ultimo millennio vedrebbe l'avvento messianico e il godimento di tutti i benefici temporali (trionfo di Israele, abbondanza di ricchezze, ecc.).
- Il "millenarismo spirituale", diffusosi in epoca cristiana con la mediazione di Cerinto (II secolo) e una prima riformulazione di Papia di Ierapoli, prevede che il godimento abbia natura principalmente spirituale, benché non privo dei benefici temporali. Tale formula trovò fortuna principalmente nel corso del medioevo, ma pure nel XVIII secolo, durante la forte ridiscussione sulla patristica e i principi teologici del cristianesimo.

### Millenarismo e utopie
L'utopia ha in comune con il millenarismo la disaffezione dal presente e la forte attesa di un futuro diverso. D'altra parte, l'utopia è una speranza messianica nell'immanenza del divenire storico (si comprende chiaramente quanto l'utopia faccia parte della cultura moderna); il millenarismo, invece, proclama un millennio che anticipa e prelude il momento escatologico, segnando il passaggio tra storia e metastoria, salto, questo, che prevede una salvezza trascendente (elemento che lega il millenarismo alla prospettiva giudaica e cristiana).

## Nei primi secoli del cristianesimo
Il termine millennio ricorre nell'Apocalisse di Giovanni per sei versetti consecutivi (Ap 20,2-7), e si trova prefigurato in altri due passi biblici: uno dell'Antico Testamento, «Ai tuoi occhi, mille anni / sono come il giorno di ieri che è passato, / come un turno di veglia nella notte.» (Salmi 89,4), e uno del Nuovo Testamento, «Una cosa però non dovete perdere di vista, carissimi: davanti al Signore un giorno è come mille anni e mille anni come un giorno solo.» (2 Pietro 3,8). Esso annuncia l'inizio di un'era nuova nel segno della pace universale, conseguente a un temporaneo trionfo di Cristo e dei suoi santi e all'imprigionamento provvisorio di Satana, che è anche simbolo della vittoria delle forze del bene su quelle del male.
Furono millenaristi san Giustino, sant'Ippolito di Roma, sant'Ireneo, Metodio di Olimpo, Commodiano, Vittorino di Pettau, Lattanzio, l'autore della Lettera di Barnaba, Tertulliano e i montanisti.

### La mancanza dell'attesa di un ἔσχατον nella cultura classica greco-romana
Nelle concezioni cosmogoniche e cosmologiche tipiche dell'antichità classica, non è presente l'istanza escatologica, dato il polarizzarsi dell'attenzione su una concezione ciclica del tempo. La storia umana sarebbe iniziata con l'età dell'oro e viene vagheggiata la possibilità di un "ritorno" remoto a quella stessa originaria età della storia umana.

### Il millennio nella cultura giudaica prima della redazione della Mishnah
La prima prova dell'emergere di una periodizzazione millenaria della storia con riferimento alla Fine dei Tempi si trova nell'Apocalisse delle Settimane, un testo che si trova nella quinta sezione del Libro di Enoch, intitolata Lettera di Enoch (cc. 91-104).

### Il millennio nei vangeli sinottici
La differenza fondamentale fra la visione cristiana del concetto di millennio e quella giudaica, risiede nella collocazione del millennio, rintracciabile nei Vangeli sinottici e nell'Apocalisse giovannea, in una semantica storica e, nel contempo, metastorica. Nella visione di alcuni cristiani (e soprattutto nei movimenti evangelicali e restaurazionisti) il millennio diviene un'entità cronologica (quindi databile in qualche modo).

## Il millenarismo medioevale
Lungo tutto il Medioevo, ogni aspirazione utopica rimaneva comunque circoscritta nella visione del mondo propria del cristianesimo. Il pensiero cristiano è volto a riconoscere nella storia dell'umanità le tappe del diffondersi del Regno di Dio, e a cercare nella realtà le tracce di un progetto divino.
La lettura della storia predominante, dopo sant'Agostino e il suo De Civitate Dei, rifiutava il millenarismo: se in questo mondo la "città degli uomini" e il Regno di Dio si trovano inestricabilmente confusi e intrecciati, alla chiusura della vicenda storica i due percorsi verranno finalmente separati, e il Regno di Dio troverà sì il proprio compimento, ma in un contesto trascendente, al di fuori di questo mondo e di questo tempo.
Ciononostante, alcuni "germi" di millenarismo rimasero vitali anche lungo il Medioevo. Ne è testimone tutto quel pensiero profetico e apocalittico che prese le mosse da Gioacchino da Fiore e dalla sua attesa di una nuova "età" di questo mondo, un'età in cui lo Spirito santo rigenererà l'umanità e anche il cristianesimo sarà trasfigurato in una nuova forma di vita, appunto, "spirituale".
(Giovanni di Rupescissa, Vade mecum in tribulatione, 1356)
Esempi di queste tracce di millenarismo si possono trovare, per esempio, in Dante Alighieri (che, non a caso, era stato uno studente di Pietro di Giovanni Olivi, fondatore dei Francescani spirituali e fortemente ispirato dalla visione della storia di Gioacchino da Fiore). Nella sua attesa di un imperatore caratterizzato da forti tratti messianici, Dante lascia trasparire la propria speranza nell'instaurazione di un periodo di pace, giustizia e rinnovamento, proprio in questo mondo.
(Paradiso, VI, 28-36)
Dante ritiene dunque che ogni potere discenda direttamente da Dio: da qui nasce la sua concezione dell'organizzazione politica, che vede il potere politico nelle mani dell'imperatore, che ha il compito di unificare tutto il mondo sotto un'unica insegna, e il potere spirituale nelle mani del papa, responsabile della cura delle anime.
(Purgatorio, XVI, 106-108)
Pur prendendo atto che questo disegno politico non si è ancora realizzato, poiché «è giunta la spada col pastorale» (Divina Commedia - Purgatorio, XVI, 109-110), Dante nutre la speranza che sia in procinto di venire un imperatore (probabilmente Arrigo VII) che possa ristabilire l'ordine perduto.

## Il millenarismo nell'età moderna e contemporanea
Il millenarismo nel secolo XXI si manifesta anche in movimenti religiosi come il Rastafarianesimo e quelli originatisi all'interno del restaurazionismo come ad esempio i Testimoni di Geova, gli Avventisti del settimo giorno, la Chiesa cristiana millenarista, la Chiesa del Regno di Dio, i Davidiani, la House of Yahweh, la Chiesa Cattolica-Apostolica e la Chiesa Neo-Apostolica.